# Kroatië op de Olympische Jeugdwinterspelen 2012
Kroatië was een van de landen die deelnam aan de Olympische Jeugdwinterspelen 2012 in Innsbruck, Oostenrijk.

## Deelnemers en resultaten
(m) = mannen, (v) = vrouwen 

### Alpineskiën
| Olympiër      | Onderdeel           | Resultaat | Prestatie                        |
| ------------- | ------------------- | --------- | -------------------------------- |
| Istok Rodes   | super g (m)         | -         | - (DNF)                          |
| Istok Rodes   | supercombinatie (m) | 9e        | 1.43,21 (+2,76) (1.05,51, 37,7)  |
| Istok Rodes   | reuzenslalom (m)    | 6e        | 1.54,46 (+2,76) (57,82, 56,64)   |
| Istok Rodes   | slalom (m)          | 9e        | 1.21.99 (+3,63) (41,15, 40,84)   |
|               |                     |           |                                  |
| Saša Tršinski | super g (v)         | 12e       | 1.07,07 (+1,29)                  |
| Saša Tršinski | supercombinatie (v) | 14e       | 1.45,21 (+4,39) (1.06,93, 38,28) |
| Saša Tršinski | reuzenslalom (v)    | 11e       | 1.59,56 (+3,43) (59,40, 1.00,16) |
| Saša Tršinski | slalom (v)          | -         | - (-) (41,95, DNF)               |

### Biatlon
| Olympiër    | Onderdeel               | Resultaat | Prestatie                       |
| ----------- | ----------------------- | --------- | ------------------------------- |
| Matej Burić | 7,5 km sprint (m)       | 19e       | 21.28,3 (+2.06,6) pen.: 2 (2+0) |
| Matej Burić | 10 km achtervolging (m) | 21e       | +4.12,7 pen.: 6 (0+2+2+2)       |

### IJshockey
| Olympiër       | Onderdeel                 | Resultaat | Prestatie                                |
| -------------- | ------------------------- | --------- | ---------------------------------------- |
| Matija Milicic | vaardigheidswedstrijd (m) | 6e        | 14 punten (kwalificatie: 8e (11 punten)) |

### Langlaufen
| Olympiër          | Onderdeel          | Resultaat | Prestatie         |
| ----------------- | ------------------ | --------- | ----------------- |
| Kresimir Crnkovic | 10 km klassiek (m) | 32e       | 33.27,4 (+3.58,6) |
| Kresimir Crnkovic | sprint (m)         | 35e       | kwalificatie      |
|                   |                    |           |                   |
| Rea Rausel        | 5 km klassiek (v)  | 25e       | 16.59,1 (+2.41,1) |
| Rea Rausel        | sprint (v)         | 35e       | kwalificatie      |

### Rodelen
| Olympiër    | Onderdeel | Resultaat | Prestatie                          |
| ----------- | --------- | --------- | ---------------------------------- |
| Ema Bago    | enkel (v) | 22e       | 1.24,730 (+4,533) (42,351; 42,379) |
| Petra Petko | enkel (v) | 21e       | 1.23,874 (+3,677) (42,094; 42,780) |

### Snowboarden
| Olympiër           | Onderdeel      | Resultaat | Prestatie                 |
| ------------------ | -------------- | --------- | ------------------------- |
| Paulina Berislavic | halfpipe (v)   | -         | Kwalificatie: DNS         |
| Paulina Berislavic | slopestyle (v) | 13e       | Kwalificatie: 13e (19.50) |